# Archidiocèse de Palembang
L'archidiocèse de Palembang (en latin : Archidioecesis Palembangensis) est une Église particulière de l'Église catholique en Indonésie, dont le siège est à Palembang, capitale de la province de Sumatra du Sud.

## Histoire
La préfecture apostolique de Benkoelen est érigée par séparation de la préfecture apostolique de Sumatra le 27 décembre 1923. La préfecture apostolique de Benkoelen ne compte alors qu'à peine 500 catholiques. Elle est confiée aux prêtres du Sacré-Cœur de Saint-Quentin ou déhonniens (SCJ). Les 3 premiers missionnaires sont les Pères Henricus Van Oort et Carolus Van Stekelenburg ainsi que le Frère Felix Van Langenberg qui venaient de quitter leurs missions au Congo belge de l'époque.
Le 13 juin 1939, la préfecture apostolique est élevée au statut de vicariat apostolique. En 1952, son territoire est divisé pour créer la préfecture apostolique de Padang.
Le 3 janvier 1961, lors de la réorganisation de l'Église en Indonésie, le vicariat apostolique est transformé en diocèse, suffragant de l'archidiocèse métropolitain de Medan. Le diocèse est lui-même élevé au rang d'archidiocèse le 1er juillet 2003 avec comme suffragants les diocèses de Pangkal Pinang et de Tanjungkarang.

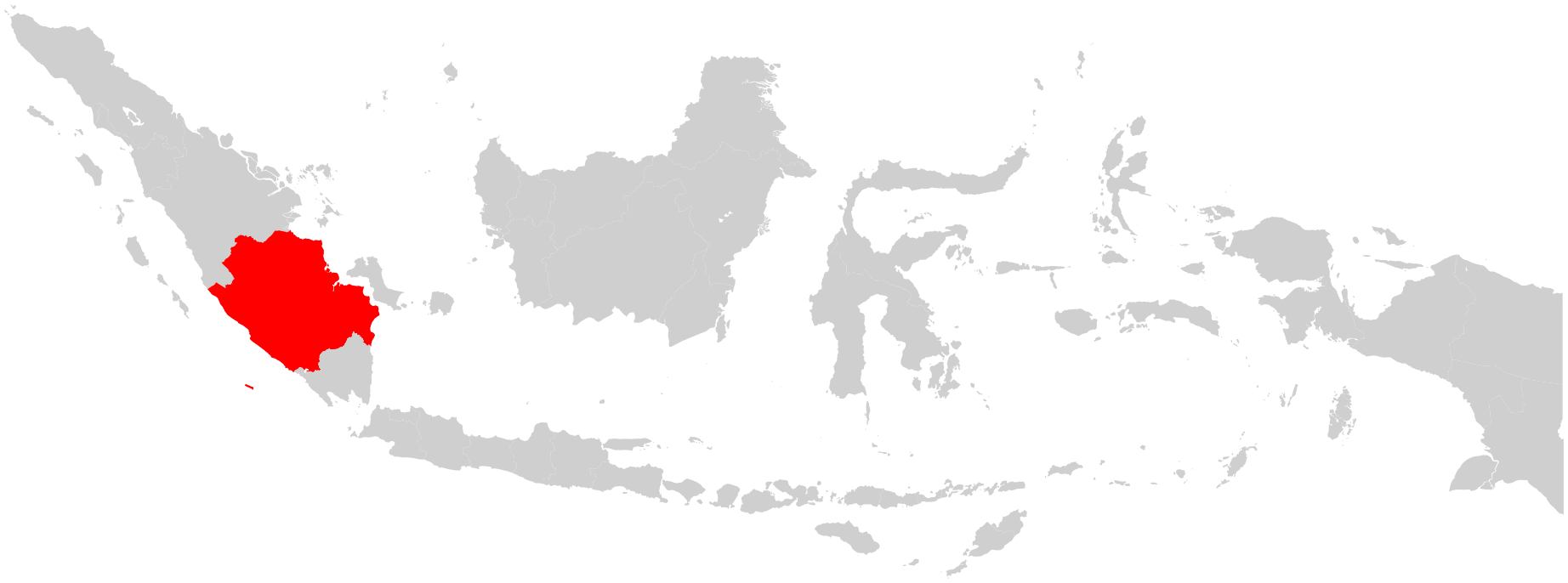
Localisation de l'archidiocèse.
Les diocèses suffragants.

## Organisation
L'archidiocèse de Palembang est l'un des plus grands diocèses indonésiens car il couvre le territoire de trois provinces : les provinces de Sumatra du Sud, Bengkulu et Jambi.
Le siège du diocèse est la cathédrale Sainte-Marie de Palembang.

## Liste des ordinaires de Palembang

### Préfets apostolique
- Enrico Smeets, SCJ (1924-1926)
- Harrie Van Oort, SCJ (1927-1934)
- Henri Martin Mekkelholt,SCJ (1934-1939)

### Vicaires apostoliques
- Henri Martin Mekkelholt, SCJ (1939-1961)

### Évêques
- Henri Martin Mekkelholt, SCJ (1961-1963)
- Joseph Hubertus Soudant, SCJ (1963-1997)
- Aloysius Sudarso, SCJ (1997-2003)

### Archevêques
- Aloysius Sudarso, SCJ (2003-2021)
- Yohanes Harun Yuwono (2021- )

## Source
- Catholic-Hierarchy